# Karlsbach (Waldkirchen)

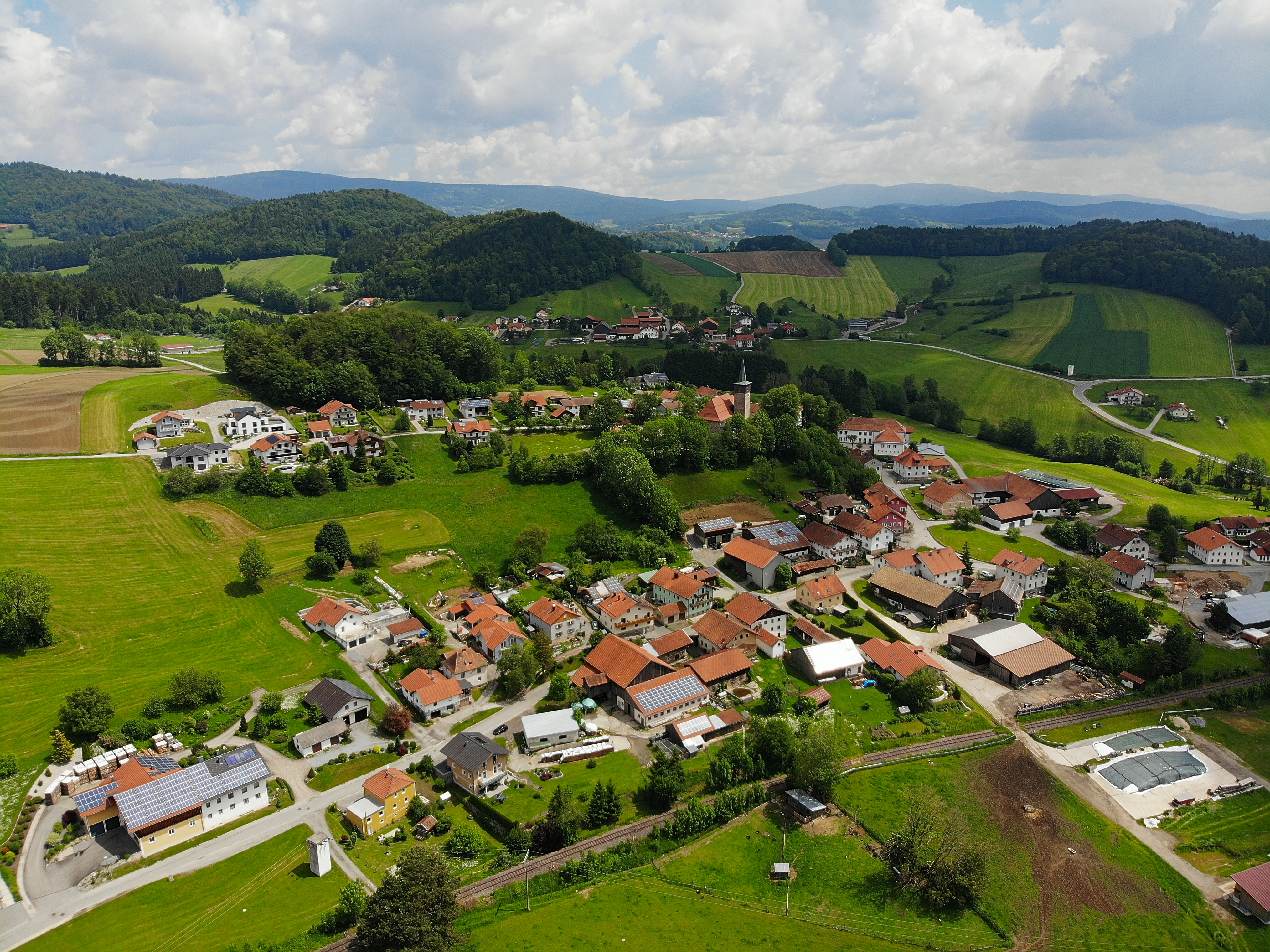
Karlsbach (Waldkirchen) Luftaufnahme (2021)

Karlsbach ist ein Ortsteil der Stadt Waldkirchen im niederbayerischen Landkreis Freyung-Grafenau. Bis 1978 bildete das Pfarrdorf mit den umliegenden Weilern eine eigenständige Gemeinde.

## Lage
Das Pfarrdorf liegt am Schinderbach etwa drei Kilometer nordwestlich von Waldkirchen an der Bahnstrecke Passau–Freyung.

## Geschichte
Das erste Mal wurde das Dorf um 1250 im Güterverzeichnis des Hochstifts Passau erwähnt (lt. Website Pfarrverband).
Karlsbach gehörte zum Amt Waldkirchen des Pfleggerichts Leoprechting im Hochstift Passau. Das Urbar von 1787 verzeichnet 13 Anwesen in Kalsbach. Der Ort wurde 1803 mit dem größten Teil des Hochstiftsgebietes zugunsten Erzherzogs Ferdinand von Toskana säkularisiert und fiel erst 1805 an Bayern. Karlsbach kam zum 1806 gebildeten Landgericht Wolfstein, dann zum 1862 gebildeten Landgericht Waldkirchen. Mit dem Gemeindeedikt von 1818 wurde aus dem gleichnamigen Steuerdistrikt die Gemeinde Karlsbach geschaffen. Dabei wurden Karlsbach auch die Ortsteile Appmannsberg, Höpplhof und Lämmersreut des Steuerdistrikts Harsdorf sowie Grillaberg des Steuerdistrikts Ort zugewiesen.
Im Jahre 1921 entstand die Expositur Karlsbach, die der Pfarrei Waldkirchen unterstellt war. 1941 wurde Karlsbach zur Pfarrei erhoben.
Mit Wirkung vom 1. Januar 1946 erhielt die Gemeinde Karlsbach die bisher zur Gemeinde Böhmzwiesel gehörende Ortsflur Reut. Grillaberg dagegen wurde in die Gemeinde Freyung eingegliedert und kam am 1. April 1949 wieder zur Gemeinde Ort. Am 1. Januar 1978 kam die Gemeinde Karlsbach im Zuge der Gebietsreform in Bayern zur Stadt Waldkirchen.

## Sehenswürdigkeiten
Die Pfarrkirche St. Josef erbaute 1922 der Architekt E. Finsterwalder, München. Den Hochaltar Glaube, Hoffnung, Liebe sowie weitere Bildwerke schuf 1948/49 der Passauer Bildhauer Otto Zirnbauer in Lindenholz. In der Seitenkapelle befindet sich ein Relief der Hl.Familie von Bildhauer Karl Knappe. (Siehe auch Liste der Baudenkmäler in Waldkirchen)

## Bildung und Erziehung
- Grundschule Karlsbach
- Kindergarten Karlsbach

## Vereine
- Brieftaubenverein Karlsbach
- DJK Karlsbach, gegründet am 13. Oktober 1973
- Freiwillige Feuerwehr Karlsbach, gegründet 1880
- Geflügelzuchtverein Karlsbach
- Kath. Frauenbund Karlsbach
- MHD-Ortsgruppe Karlsbach
- Ortscaritasverband Karlsbach
- Soldaten und Reservisten Karlsbach
- VdK-Ortsverband Karlsbach
- CSU OV Karlsbach